# Crinolamia kermadecensis
Crinolamia kermadecensis är en snäckart som först beskrevs av Knudsen 1964.  Crinolamia kermadecensis ingår i släktet Crinolamia och familjen Eulimidae. Inga underarter finns listade i Catalogue of Life.